# Omiya Ardija
L'Omiya Ardija és un club de futbol japonès de la ciutat de Saitama.

## Història
El club fou fundat el 1964 com a NTT Saitama Soccer Selection a Urawa, conegut com a NTT Kantō Soccer Club el 1969. El 1998 adoptà el nom d'Omiya Ardija ingressant a la J. League.

## Futbolistes destacats
- Jorge Dely Valdes (2001-2002)
- Hideyuki Ujiie (1999-2004)
- Jun Marques Davidson (2002-2006)